# Nicolas Giani
Nicolas Devis Giani (Como, 13 marzo 1986) è un calciatore italiano, difensore del Desenzano.

## Biografia
È erroneamente citato anche come Nicholas.

## Caratteristiche tecniche
Difensore centrale mancino, forte fisicamente, abile sia in marcatura che nel gioco aereo.

## Carriera

### Club
Cresciuto nell'U.S. Cassina Rizzardi viene ceduto nel 1998 all'Inter che poi lo manda in prestito dapprima alla Cremonese e successivamente alla Pro Patria.
Nella stagione 2008-2009 viene ingaggiato dal Vicenza, e da centrale viene reinventato terzino dall'allenatore Gregucci, disputando a fine campionato 37 incontri.
Per la stagione 2009-2010 è stata raggiunta l'intesa con l'Inter per il rinnovo annuale del prestito.
Nell'estate 2012 la compartecipazione è stata risolta gratuitamente a favore della società berica.
Il 23 gennaio 2013 passa in prestito al Perugia per 6 mesi.
Dal gennaio 2014 è passato alla SPAL, in Lega Pro Seconda Divisione terminando il campionato al sesto posto accedendo alla Lega Pro unica. Nella stagione seguente viene nominato capitano, la Spal terminerà la stagione al quarto posto sfiorando i playoff dopo una lunga rimonta in campionato. Al termine della stagione 2015-2016 vince il girone B in Lega Pro con due giornate d'anticipo riportando la squadra estense nella serie cadetta dopo 23 anni di assenza.
Il 18 maggio 2017, dopo un'inattesa cavalcata e senza favore dei pronostici da capitano contribuirà alla vittoria del campionato cadetto e un ritorno per la società ferrarese nella massima serie dopo 49 anni.
Il 30 giugno 2017 scade il suo contratto con la società spallina e da svincolato firma un contratto biennale con lo Spezia in serie B. Il 30 gennaio 2019 viene ingaggiato dalla Feralpisalò società di Serie C, con il quale firma un contratto fino al giugno 2021. Il 24 agosto successivo, segna la sua prima rete con la maglia gardesana, nella sconfitta per 4-1 in trasferta contro la Reggio Audace. Ad agosto 2021 firma un contratto con la Desenzano Calvina, militante nel campionato di serie D.

### Nazionale
Ha giocato 3 partite del Campionato europeo Under-19 del 2005.

## Statistiche

### Presenze e reti nei club
Statistiche aggiornate al 12 gennaio 2022.
| Stagione           | Squadra            | Campionato         | Campionato | Campionato | Coppe nazionali | Coppe nazionali | Coppe nazionali | Coppe continentali | Coppe continentali | Coppe continentali | Altre coppe | Altre coppe | Altre coppe | Totale | Totale |
| Stagione           | Squadra            | Comp               | Pres       | Reti       | Comp            | Pres            | Reti            | Comp               | Pres               | Reti               | Comp        | Pres        | Reti        | Pres   | Reti   |
| ------------------ | ------------------ | ------------------ | ---------- | ---------- | --------------- | --------------- | --------------- | ------------------ | ------------------ | ------------------ | ----------- | ----------- | ----------- | ------ | ------ |
| 2005-2006          | Inter              | A                  | 0          | 0          | CI              | 0               | 0               | UCL                | 0                  | 0                  | SI          | 0           | 0           | 0      | 0      |
| 2005-2006          | Cremonese          | B                  | 1          | 0          | CI              | 0               | 0               | -                  | -                  | -                  | -           | -           | -           | 1      | 0      |
| 2006-2007          | Pro Patria         | C1                 | 30         | 1          | CI-C            | 0               | 0               | -                  | -                  | -                  | -           | -           | -           | 30     | 1      |
| 2007-2008          | Pro Patria         | C1                 | 31+2       | 1+0        | CI-C            | 0               | 0               | -                  | -                  | -                  | -           | -           | -           | 33     | 1      |
| Totale Pro Patria  | Totale Pro Patria  | Totale Pro Patria  | 61+2       | 2          |                 | 0               | 0               |                    | -                  | -                  |             | -           | -           | 63     | 2      |
| 2008-2009          | Vicenza            | B                  | 37         | 0          | CI              | 1               | 0               | -                  | -                  | -                  | -           | -           | -           | 38     | 0      |
| 2009-2010          | Vicenza            | B                  | 7          | 0          | CI              | 0               | 0               | -                  | -                  | -                  | -           | -           | -           | 7      | 0      |
| 2010-2011          | Vicenza            | B                  | 24         | 0          | CI              | 3               | 0               | -                  | -                  | -                  | -           | -           | -           | 27     | 0      |
| 2011-2012          | Vicenza            | B                  | 30+2       | 1+0        | CI              | 1               | 0               | -                  | -                  | -                  | -           | -           | -           | 33     | 1      |
| 2012-gen. 2013     | Vicenza            | B                  | 10         | 0          | CI              | 3               | 0               | -                  | -                  | -                  | -           | -           | -           | 13     | 0      |
| gen.-giu. 2013     | Perugia            | 1D                 | 4+2        | 0          | CI+CI-LP        | 0+0             | 0               | -                  | -                  | -                  | -           | -           | -           | 6      | 0      |
| 2013-2014          | Vicenza            | 1D                 | 11         | 0          | CI+CI-LP        | 2+0             | 0               | -                  | -                  | -                  | -           | -           | -           | 13     | 0      |
| Totale Vicenza     | Totale Vicenza     | Totale Vicenza     | 119+2      | 1          |                 | 10              | 0               |                    | -                  | -                  |             | -           | -           | 131    | 1      |
| gen.-giu. 2014     | SPAL               | 2D                 | 13         | 2          | CI-LP           | 0               | 0               | -                  | -                  | -                  | -           | -           | -           | 13     | 2      |
| 2014-2015          | SPAL               | LP                 | 30         | 1          | CI-LP           | 0               | 0               | -                  | -                  | -                  | -           | -           | -           | 30     | 1      |
| 2015-2016          | SPAL               | LP                 | 21         | 0          | CI+CI-LP        | 2+4             | 0               | -                  | -                  | -                  | SC-LP       | 2           | 1           | 29     | 1      |
| 2016-2017          | SPAL               | B                  | 27         | 4          | CI              | 2               | 0               | -                  | -                  | -                  | -           | -           | -           | 29     | 4      |
| Totale SPAL        | Totale SPAL        | Totale SPAL        | 91         | 7          |                 | 8               | 0               |                    | -                  | -                  |             | 2           | 1           | 101    | 8      |
| 2017-2018          | Spezia             | B                  | 33         | 0          | CI              | 2               | 0               | -                  | -                  | -                  | -           | -           | -           | 35     | 0      |
| 2018-2019          | Spezia             | B                  | 12         | 0          | CI              | 1               | 0               | -                  | -                  | -                  | -           | -           | -           | 13     | 0      |
| Totale Spezia      | Totale Spezia      | Totale Spezia      | 45         | 0          |                 | 3               | 0               |                    | -                  | -                  |             | -           | -           | 48     | 0      |
| gen.-giu. 2019     | Feralpisalò        | C                  | 14+3       | 0          | CI+CI-C         | 0+1             | 0               | -                  | -                  | -                  | -           | -           | -           | 18     | 0      |
| 2019-2020          | Feralpisalò        | C                  | 21+1       | 1          | CI+CI-C         | 2+1             | 0               | -                  | -                  | -                  | -           | -           | -           | 25     | 1      |
| 2020-2021          | Feralpisalò        | C                  | 28+5       | 2+0        | CI              | 2               | 0               | -                  | -                  | -                  | -           | -           | -           | 35     | 2      |
| Totale Feralpisalò | Totale Feralpisalò | Totale Feralpisalò | 63+9       | 3          |                 | 6               | 0               |                    | 0                  | 0                  |             | -           | -           | 78     | 3      |
| 2021-2022          | Desenzano Calvina  | D                  | 34         | 2          | CI-D            | 1               | 0               | -                  | -                  | -                  | -           | -           | -           | 35     | 2      |
| Totale carriera    | Totale carriera    | Totale carriera    | 418+15     | 15         |                 | 27              | 0               |                    | 0                  | 0                  |             | 2           | 1           | 462    | 16     |

## Palmarès

### Club

#### Competizioni nazionali
- Lega Pro: 1

SPAL: 2015-2016
- Campionato italiano di Serie B: 1

SPAL: 2016-2017